# Distretto di Mingshan
Il distretto di Mingshan (名山区S, Míngshān QūP) è un distretto della Cina, situato nella provincia di Sichuan e amministrato dalla prefettura di Ya'an.